# Clever Group
Clever Group (în trecut Clever Media Network) este unul dintre cei mai mari jucători din piața media românească, în portofoliul complet al acestuia intrând 18 canale TV (Prima TV, Prima TV Moldova, Prima Sport 1, Prima Sport 2, Prima Sport 3, Prima Sport 4, Prima Sport 5, Prima 4K, Prima News, Prima Comedy, Profit News, Agro TV, Cinemaraton, Cinemaraton Moldova, Prima History, Medika TV, Prima World, Nostalgia TV), 4 canale PPV Prima Sport și 10 site-uri (servuscluj.ro, primasport.ro, medikatv.ro, agro-tv.ro. profit.ro, primatv.ro, primanews.ro, primaplay.ro, cinemaraton.ro, primaworld.ro).
Compania a fost premiată în anul 2018 cu Locul 1 în Top Afaceri România 2018.
Din noiembrie 2020 Clever Media Network și-a schimbat numele în Clever Group.
Grupul Clever operează prin firmele sale, CleverMedia Network, Clever Business Transilvania și Diplomatic Digital, următoarele stații TV și site-uri web:

## Canale de televiziune
- Prima TV
- Prima TV Moldova
- Prima Sport 1
- Prima Sport 2
- Prima Sport 3
- Prima Sport 4
- Prima Sport 5
- Prima Sport PPV1
- Prima Sport PPV2
- Prima Sport PPV3
- Prima Sport PPV4
- Prima 4K
- Prima News
- Prima Comedy
- Agro TV
- Profit News
- Cinemaraton
- Cinemaraton Moldova
- Prima History
- Medika TV
- Prima World
- Nostalgia TV

## Drepturi TV

### Competiții UEFA
- Liga Campionilor UEFA
- Supercupa Europei

### Fotbal România
- Liga I
- Liga a II-a
- Cupa României
- Supercupa României

### Campionate Europa
- Bundesliga
- Bundesliga 2
- Serie A
- La Liga
- La Liga Smartbank
- Ligue 1
- Premier League
- Süper Lig

### Cupe Europa
- DFL-Supercup
- Coppa Italia
- Türkiye Kupası

### Handbal
- Liga Campionilor EHF Feminin
- Liga Campionilor EHF Masculin
- Cupa Cupelor EHF Feminin
- Cupa Cupelor EHF Masculin
- Campionatul Mondial de Handbal Masculin
- Campionatul Mondial de Handbal Feminin
- Campionatul European de Handbal Masculin
- Campionatul European de Handbal Feminin

### Baschet
- Eurocup

### Tenis de Masă
- CN de Tenis de Masa
- CE de Tenis de Masa

### Motors
- Formula 1
- Formula 2
- Formula 3
- Formula E
- Porsche Cup
- Moto GP
- Moto 2
- Moto 3
- Moto E